# Jeff Pilson
Jeff Pilson (Illinois, 19 de enero de 1959) es un músico estadounidense, famoso por haber sido bajista de las bandas de hard rock y heavy metal Dokken, Dio y Foreigner.

## Carrera
Pilson fue miembro de bandas como Dokken y Dio en la década de 1980. Actualmente tiene su propia banda de metal progresivo llamada War and Peace y trabaja con su excompañero en Dokken, George Lynch, en un proyecto llamado Lynch/Pilson. También se encuentra colaborando en la actualidad con Foreigner. Actualmente ha formado un nuevo super grupo junto con su excompañero y amigo en Dokken Reb Beach, Robin McAuley y Matt Star llamado Black Swan, su álbum debut Shake the world salió a la venta el 14 de febrero de 2020, consiguiendo unas críticas increíbles en la mayoría de los medios en línea sobre rock.
Tocó para la banda estadounidense Wild Horses y apareció en la película Rock Star como miembro de la banda Steel Dragon en el 2001, al igual que en la banda sonora.

## Discografía

### Dokken
- Tooth and Nail (1984)
- Under Lock and Key (1985)
- Back for the Attack (1987)
- Beast from the East (1988)
- Dysfunctional (1995)
- One Live Night (1995)
- Shadowlife (1997)
- Erase the Slate (1999)
- Live from the Sun (2000)

### Michael Lee Firkins
- Michael Lee Firkins (1990)

### MacAuley Shenker Group
- MSG (1992)

### Dio
- Angry Machines
- Strange Highways
- Master of the Moon

### Foreigner
- Can't Slow Down (2009)

### Steel Dragon
- Rockstar (banda sonora)

### Lynch/Pilson
- Wicked Underground

### War and Peace
- War and Peace
- Light At The End Of The Tunnel (2001)
- The Walls Have Eyes (2004)

### George Lynch
- Sacred Groove (1993)

### Black Swan
- Shake the world (2020)

### George Lynch & Jeff Pilson
- Heavy Hitters (2020)
- Heavy Hitters II (2023)